# Jesús Carranza
Jesús Carranza là một đô thị thuộc bang Veracruz, México. Năm 2005, dân số của đô thị này là 24069 người.